# Nagy Imre-féle földreform

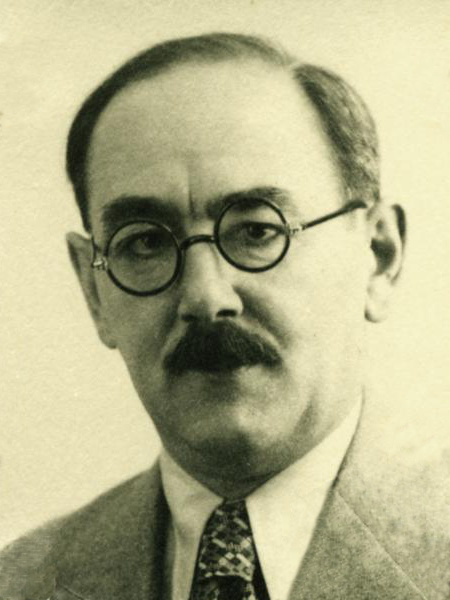
Nagy Imre

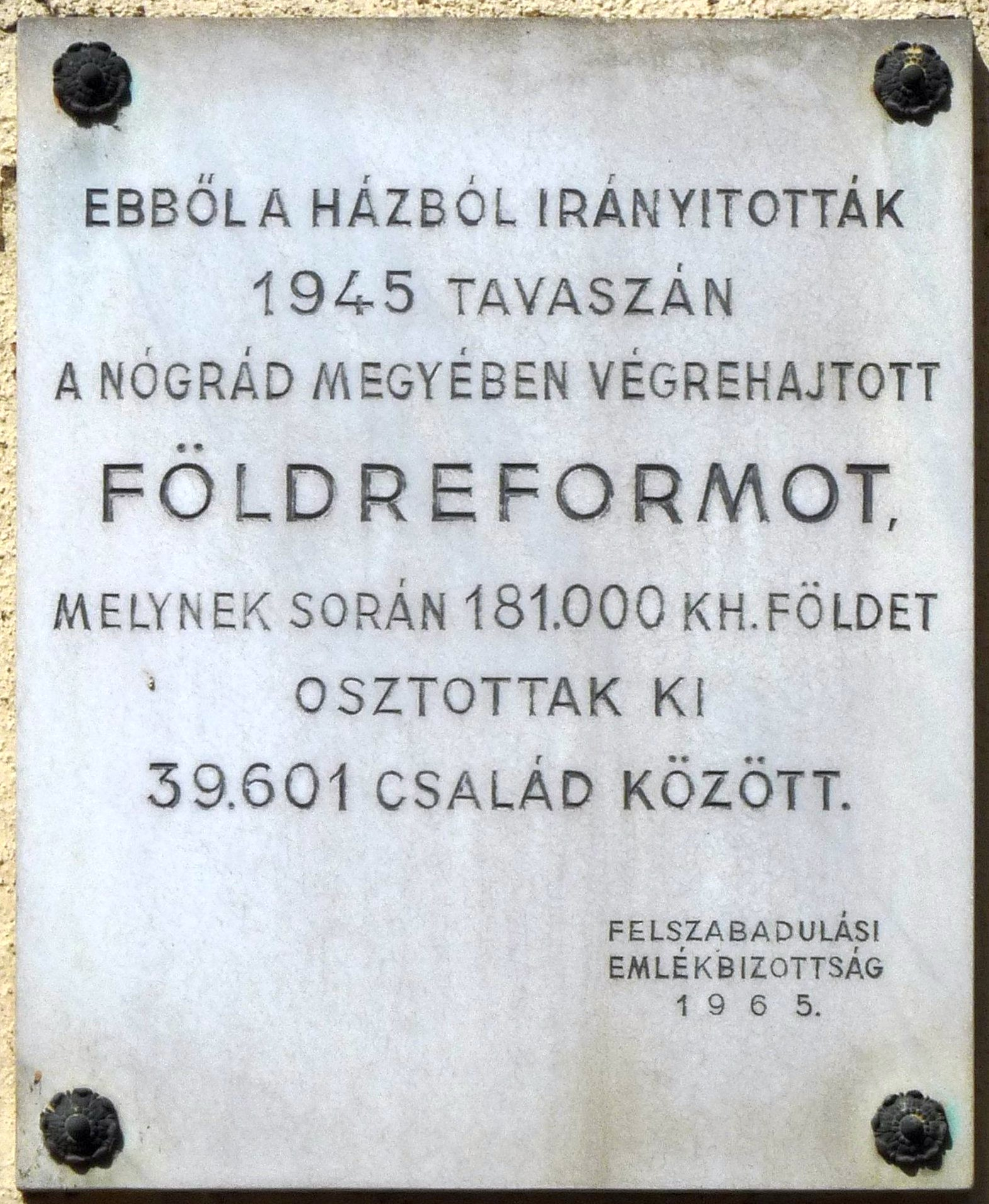
A Nógrád-megyei földosztásra emlékeztető tábla Balassagyarmaton

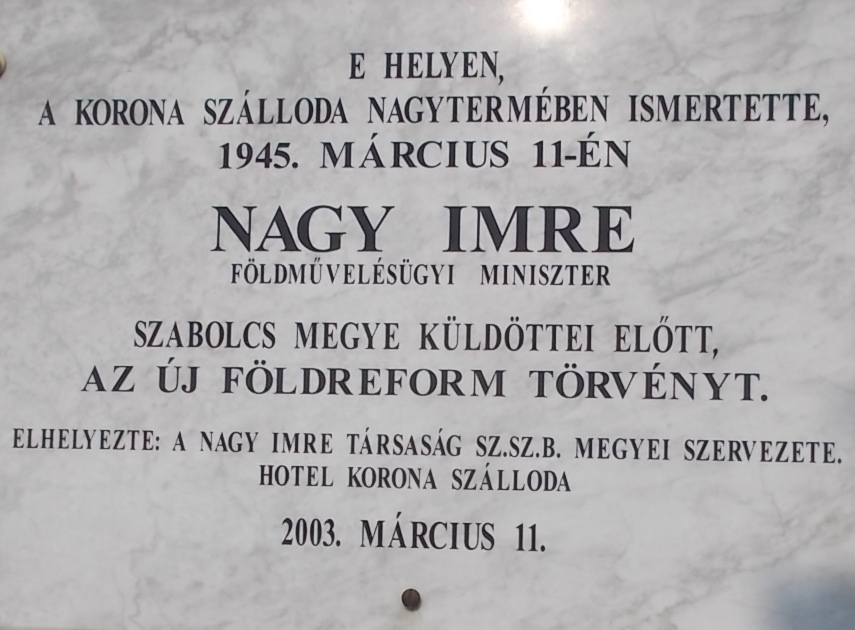
A Szabolcs-megyei földosztásra emlékeztető tábla Nyíregyházán

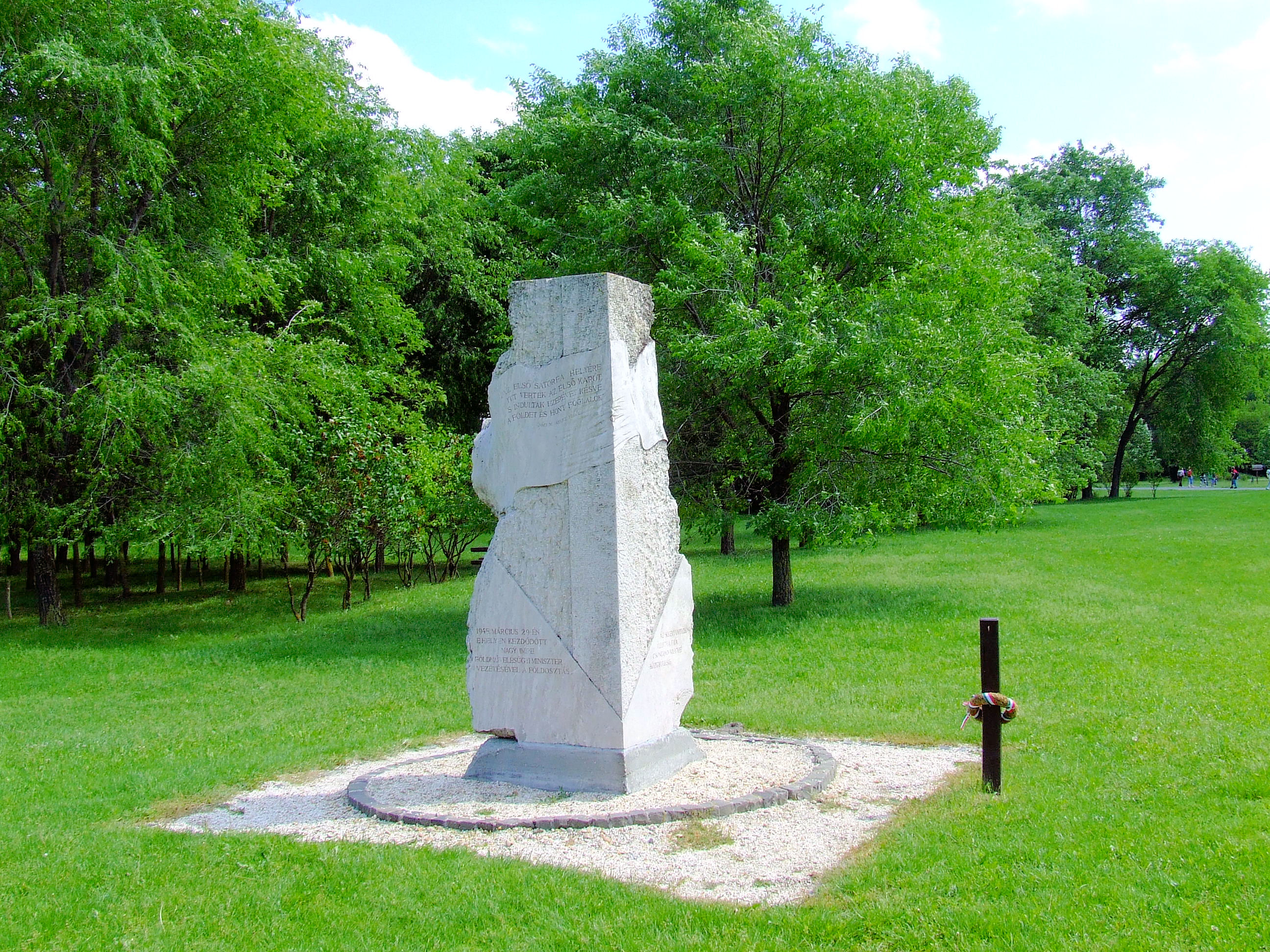
Földosztási emlékmű Ópusztaszeren

A Nagy Imre-féle földreform egy nagyszabású mezőgazdasági intézkedés volt Magyarországon 1945-ben, amelyet Nagy Imre kommunista politikus, földművelésügyi miniszter irányított. A tulajdonviszonyok átrendezése gyökeresen megváltoztatta a magyar társadalom képét, jelentős mértékben hozzájárult az „úri világ” megszüntetéséhez.

## Története
Az 1920-as évek eleji Nagyatádi Szabó István-féle földreform ellenére Magyarország jellegzetes agrárországként hagyta maga mögött a második világháborút. A háború előtt a kilencmillió magyar állampolgár fele élt a földművelésből. Az ország 4,8 millió katasztrális holdnyi termőterületének csaknem egyharmadát kitevő 1070 birtokon a lakosság 0,06%-át kitevő nagybirtokos osztozott.
A középbirtokosoké volt másik egyharmad,  a mezőgazdasági munkások, törpebirtokosok vagy föld nélküli cselédek, kubikosok és napszámosok tömegei pedig (akik az ország lakosságának egyharmadát képezték) mindössze a földterület egyharmadán osztoztak. (Oláh György szociográfiája címében az utóbbiakat nevezte "hárommillió koldusnak".)
Az 1945-ös földreformot az előző év decemberében Debrecenben, a szovjet hadsereg által megszállt területen alakult Ideiglenes Nemzeti Kormány rendelte el március 15-én, a 600/1945. M. E. rendeletben. Az Ideiglenes Nemzetgyűlés utólag szentesítette a rendeletet az 1945. évi VI. törvényben.
A földreform az ideiglenes kormány legfontosabb intézkedése volt a Szovjetunióval kötött fegyverszüneti szerződés mellett.
A Dálnoki Miklós Béla, Horthy Miklós hadseregének tábornoka vezette kormány összetételét a szovjetek határozták meg, és benne a földművelésügyi posztot azért a kommunista Nagy Imre kapta, hogy a magyar agrárproletárok által évtizedek óta áhított földosztás a Magyar Kommunista Párthoz kötődjön.
A parasztok szívesen fogadták a földet, ennek ellenére az év végén tartott választásokon nem szívesen szavaztak a kommunistákra, és a választásokon a Független Kisgazdapárt szerzett nagy, 57%-os többséget.
Amikor a Kisgazdapárt 1946-ban az előkészítetlen és a szovjet nyomásra elkapkodva végrehajtott földreform túlkapásainak felülvizsgálatát helyezte kilátásba, a többi párt a kommunistákkal az élen a visszarendezés szándékával vádolták meg a Kisgazdapárt "reakciós" elemeit, megalakították a kisgazda-ellenes Baloldali Blokkot, tömegtüntetést szerveztek, és ezzel megkezdődött a demokratikus pártok felszalámizása és a kommunista párt menetelése az egyeduralom felé.

### Az 1945-ös  földreformtörvény

#### Politikai eszköz
Az 1945. évi VI. törvény nem csak a nincstelenek földhöz juttatását, hanem a Horthy-rendszer uralkodó rétegeinek, az előző kormányok hivatalnokainak, a németeket támogató hazai kisebbségi németek és a nyilasok megbüntetését is szolgálta.
A törvény teljes földelkobzásra ítélte a "hazaárulókat", a nyilas, nemzetiszocialista és egyéb fasiszta vezetőket, a Volksbund tagjait és a "háborús és népellenes bűnösöket". Hazaáruló, háborús- és népellenes bűnösnek az minősült, "aki a német fasizmus politikai, gazdasági és katonai érdekeit a magyar nép rovására támogatta, aki önkéntes jelentkezéssel német fasiszta katonai, vagy rendfenntartó alakulatba belépett, aki valamilyen német katonai, vagy rendfenntartó alakulatnak a magyarság érdekeit sértő adatokat szolgáltatott, vagy mint besúgó működött," vagy "aki ismét felvette német hangzású családi nevét".
Nyilas, nemzeti szocialista és egyéb fasiszta vezetőnek az minősült, "aki bármilyen elnevezés alatt, a nyilas vagy más hasonló mozgalom (Magyar Megújulás Pártja, az országgyűlés tagjaiból alakult Nemzeti Szövetség stb.) politikai programját valló tagja volt a kormánynak, az országgyűlés képviselő- vagy felsőházának, az országos, kerületi, vagy a budapesti vezetőségben tag volt, vagy aki 1941. évi június 26. napja után a nyilaskeresztes, vagy más fasiszta mozgalom politikai, társadalmi és gazdasági elveit szolgáló párt, egyesület vagy más szervezet helyi alakulataiban mint vezető, helyettes vezető, titkár, ügyész működött, avagy a nyilas és egyéb fasiszta pártban, a rendvédelmi alakulatnak tagja volt."

#### A földosztási rendelkezések
A törvény értelmében az Országos Földbirtokrendező Tanács, Megyei Földbirtokrendező Tanácsok és Községi Földigénylő Bizottságok alakultak, tagjaik megbízatásuk tartama alatt közhivatalnokoknak minősültek.
Földreform során az 1000 hold alatti úri birtokosok maximálisan 100, a paraszti birtokosok pedig 200 hold földet tarthattak meg. A törvényhatóságok, községek és egyházak földbirtokai, illetve az alapítványi birtokok nagyságukra való tekintet nélkül 100 holdig voltak mentesek a megváltás alól.
Az ezer holdnál nagyobb birtokokat teljes egészükben elkobozták. Az úgynevezett paraszti birtok esetében a 200 holdon felüli részt sajátították ki, az antifasiszta ellenállók viszont megtarthattak 300 holdat.

#### A földosztás eredménye
A földreform több mint félmillió úgynevezett szegényparasztnak juttatott 5 hold, vagy ennél kisebb földet. A reform meghirdetése után 750 ezren jelentkeztek földigénnyel és 642 ezren kaptak összesen mintegy 3 millió holdat. A földosztó bizottságok összesen 5,6 millió hold földet vettek igénybe, azaz az összes földterület mintegy 35%-át.
A földreformot egyetlen számottevő politikai-társadalmi erő sem ellenezte, támogatta még a gyakorlatilag teljes földvagyonát elvesztő magyar katolikus egyház is. A volt birtokosok nem kaptak kártalanítást és a kormány nem fogadta el Nagy Ferencnek azt a javaslatát sem, hogy az egyházak kapjanak kárpótlást, hogy fenn tudják tartani iskoláikat és egyéb intézményeiket.
A végrehajtás módját sokan kritizálták, a Kisgazdáktól a Nemzeti Parasztpárt jobboldali szárnyáig és külföldi megfigyelőkig. A földosztás sok helyen órák alatt folyt le, a bizottságokból kizárták a szakértőket azzal, hogy "urak" nem vehetnek benne részt, a felosztás körüli panaszokat pedig önkényesen és osztályelfogultsággal és gyakran a kommunistákat előnyben részesítve kezelték a bizottságok. Saját kritikáját évekkel később Nagy Ferenc némileg tompította, amikor elismerte, hogy a reform gyors végrehajtása helyes lépés volt.